# Gustaf Andersson (Fußballspieler)
Gustaf Andersson (* 6. Dezember 1974 in Trollhättan) ist ein ehemaliger schwedischer Fußballspieler. Der Stürmer, der 2001 ein Länderspiel für die schwedische Nationalmannschaft bestritten hat, gewann 2006 mit Helsingborgs IF den schwedischen Pokal.

## Werdegang
Andersson begann mit dem Fußballspielen in seinem Heimatort bei Trollhättans BoIS. 1991 wechselte er in die Jugendabteilung des Lokalrivalen Trollhättans FK. Bei dem Klub debütierte er 1992 in der vierten Liga und konnte 1993 den Aufstieg in die Drittklassigkeit bejubeln. Dort belegte die Mannschaft nur den vorletzten Platz und nach einer Niederlage im Relegationsspiel gegen Qviding FIF stand der sofortige Wiederabstieg fest. 1996 gelang die erneute Meisterschaft in der vierten Liga, Andersson verließ den Klub jedoch nach Saisonende. 
Ab 1997 ging Andersson für Västra Frölunda IF auf Torejagd. Auch hier konnte er auf Anhieb einen Aufstieg feiern, der Verein wurde Meister der Südstaffel der zweiten Liga und stieg damit in die Allsvenskan auf. Nach zwei Jahren mit dem Klub in der ersten Liga wechselte er vor der Spielzeit 2000 zum Ligarivalen IFK Göteborg. In seiner ersten Spielzeit für den neuen Klub gelangen ihm 14 Saisontore, womit er sich in der Torschützenliste der Allsvenskan hinter Fredrik Berglund und Marcus Allbäck an dritter Stelle platzierte. Zu Beginn des Jahres 2001 wurde Andersson in die schwedische Nationalmannschaft berufen, am 1. Februar des Jahres kam er zu seinem einzigen Einsatz im Jersey der Landesauswahl. Die Mannschaft verlor ihr Spiel gegen die finnische Landesauswahl mit 0:1. In den folgenden beiden Jahren konnte er seine Torgefährlichkeit nicht halten und auch beim Verein blieb der Erfolg aus. 2002 musste er mit seinem Klub in die Relegation gegen den Zweitligameister, seinen ehemaligen Verein Västra Frölunda IF, antreten, konnte aber letzten Endes doch den Klassenerhalt feiern.
Zur Spielzeit 2003 schloss sich Andersson dem Ligakonkurrenten Helsingborgs IF an. Dort verpasste er in den ersten beiden Spielzeiten keine Minute und schaffte in seiner Debütsaison zwölf Saisontreffer. Allerdings stellte sich auch bei HIF der Erfolg nur langsam ein. 2006 gewann die Mannschaft den Svenska Cupen und konnte sich als Tabellenvierter für die Royal League qualifizieren. Nach einer schwerwiegenden Knieverletzung verpasste er die komplette Spielzeit 2007. Daher beschloss er im Januar 2008, seine Karriere zu beenden.